# 日本共産党第6回全国協議会

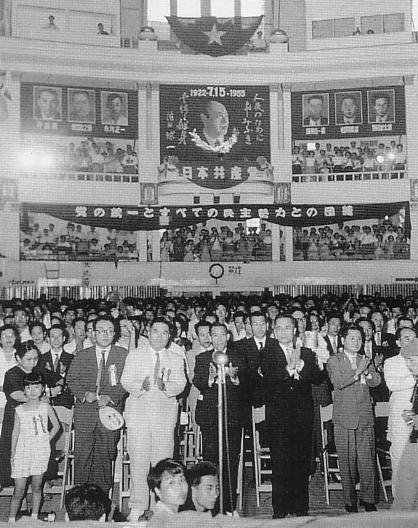
六全協と同時に開催された日本共産党33周年記念式典

日本共産党 第6回全国協議会（にほんきょうさんとう だい6かいぜんこくきょうぎかい）は、1955年7月27～29日に行われた日本共産党がそれまでの中国革命に影響を受けた「農村から都市を包囲する」式の武装闘争方針の放棄を決議した会議である。「六全協」（ろくぜんきょう）と略して呼ばれることも多い。

## 概要
この「六全協」で北京にいた徳田球一書記長が2年前の1953年に死亡していたことが発表され、第一書記に野坂参三、書記局員に紺野与次郎・志田重男・宮本顕治を選任した。従来の路線を極左軍事冒険主義として自己批判し、今日につづく先進国型平和革命路線に転換した。従来の「51年綱領」は事実上の軍事革命路線であり、1952年以降の火炎瓶闘争はその実践であった。日本共産党はこれにより、山村工作隊など武装闘争路線に完全に終止符を打った。志賀義雄、宮本顕治ら旧国際派は、この会議をもって主導権を奪還するが旧所感派についていた野坂を第一書記、1958年に議長に据えることで、「統一」を印象付けた。
この協議会で当初の「農村から都市部を包囲」という中国共産党型の暴力革命路線を放棄した日本共産党の当時の国会議員・地方議員の大部分は暴力路線を支持して暴力活動に参加した徳田派だったのにもかかわらず、暴力路線で日本国内でテロをしていたのを「党の一部」だとして責任を徳田球一にのみ押し付けたことは無責任だと批判されている。また、日本共産党が戦後から再開した「武装闘争」路線を信奉する急進的な学生党員は新指導部への不信・不満を募らせ、のちの共産主義者同盟結成など新左翼や過激派らの誕生へと向かう種がこの六全協によって蒔かれた。そのため、武装革命に賛同して戦後に日本で暴力行為を扇動・参加していた多数の日本共産党の党員はその後の新左翼誕生の責任を負うべきだ、と元党員からも批判されている。
「党活動の総括と当面の任務」においては、極左冒険主義の克服のみならず、セクト主義の反省にもとづく党の団結がうたわれ、民族解放、民主統一戦線のスローガンが打ち出された。「党の統一にかんする決議」においては、1950年に発生した分裂･抗争の責任が当時の指導部にあることが明らかにされた。その後、第7回大会を準備する過程で、「六全協」自体が不正規の会議の流れをついでいることが確認され、第6回大会選出の中央委員会と「六全協」選出の役員との合同での拡大会議が開かれ、50年問題に関しての総括も、そこで行われた。1958年7月の第7回共産党大会では、51年綱領は廃棄され、宮本顕治が書記長に就任した。新指導部のもとで、新しい綱領と明確な路線を確定するまでには、あと数年を要した。
1964年度上半期に芥川賞を受賞した柴田翔の小説『されどわれらが日々』は、「六全協」以後の左翼学生たちの敗北感を描いている。